# 이운붕 (1894년)
이운붕(李雲鵬, 일본식 이름: 豊永鵬宇도요나가 호우, 1894년 8월 16일 ~ ?)은 일제강점기의 지방행정 관료이다.

## 생애
함경북도 경성군 출신이다. 10대 후반이던 1911년에 함경북도 임시직원으로 채용되고, 이듬해 조선총독부 군서기로 정식 임용되면서 관계에 들어섰다. 1914년에는 고향 경성군에 발령받았고, 1919년부터 함경북도 도청에서 근무했다.
1924년에 청진부로 전근한 데 이어 1928년에는 고등관 7등으로 승진하여 부령군에 배치되었다. 약 20년 동안 총독부 관리로 근무한 끝에 1931년에 군수로 발탁되었다. 일제 강점기 말기까지 함경북도 무산군과 명천군, 길주군, 경성군 군수로 차례로 재직했다.
명천군수로 재직하던 1935년에 총독부가 편찬한 《조선공로자명감》에는 공로자 중 한 사람으로 실려 있다. 이 책자에는 관내 민중의 생활에서부터 지방 경제의 상황 등을 자세히 연구하고 시찰하는 꼼꼼한 인물이며, 과감한 성품에 추진력도 강하다는 평가가 남아 있다.
1934년에 훈6등 서보장을 수여 받는 등, 경성군수이던 1942년을 기준으로 정6위 훈5등에 서위되어 있었다. 이때 관등은 고등관 4등이었다.
2008년 발표된 민족문제연구소의 친일인명사전 수록예정자 명단 가운데 관료 부문에 포함되었으며 2009년 친일반민족행위진상규명위원회가 발표한 친일반민족행위 705인 명단에도 포함되었다.

## 참고자료
- 이운붕(李雲鵬) - 국사편찬위원회